# Рокка-д'Арче
Рокка-д'Арче (італ. Rocca d'Arce) — муніципалітет в Італії, у регіоні Лаціо,  провінція Фрозіноне.
Рокка-д'Арче розташована на відстані близько 100 км на схід від Рима, 21 км на схід від Фрозіноне.
Населення — 958 осіб (2014).
Щорічний фестиваль відбувається 13 вересня. Покровитель — San Bernardo.

## Демографія
Населення за роками:

Станом на 1 січня 2023 року в муніципалітеті офіційно проживало 30 іноземців з 14 країн, серед них 16 громадян країн Євросоюзу та 1 громадянин України.

## Сусідні муніципалітети
- Арче
- Кольфеліче
- Фонтана-Лірі
- Рокказекка
- Сантопадре